# Per Magnus Nilsson (konstnär)
Peter Magnus Nilsson, född 26 maj 1826 i Breareds socken, Hallands län, död 18 april 1908 i Bökhult, Tönnersjö socken Hallands län, var en svensk lärare och allmogemålare.

## Biografi
Nilsson flyttade från Breared till Tönnersjö socken där han tjänstgjorde som lärare vid Tönnersjö och Bökhults rotars ambulerande skola. Han utvandrade 1868 till Amerika men återvände till Bökhult 1880 och var bosatt där fram till sin död. Hans produktion av bonadsmålningar var inte så stor och han övergav senare den typen av måleri för att istället måla minnestavlor och kistebrev. Nilsson räknas som den sista allmoge- och bonadsmålaren på sydsvenskt område. Hans konstform har hänförts till Bredaskolan men av hans bevarade bonader finns inte mycket som är gemensamt med Bredaskolan och det får hållas oklart i vilket förhållande Nilsson stod till den traditionella Bredaskolan.